# Helius stolidus
Helius stolidus là một loài ruồi trong họ Limoniidae. Chúng phân bố ở miền Australasia.